# Werner Schommer
Werner Schommer (* 4. Dezember 1908 in Elversberg im Saarland; † 5. April 1989 in Kirkel) war ein deutscher evangelischer Theologe, Landespfarrer der Inneren Mission an der Saar sowie Direktor des Diakonissen-Mutterhauses in Bad Kreuznach.

## Leben
Werner Schommer war der Sohn des Bergmanns Friedrich Sommer und dessen Ehefrau Karoline Lehmann.
Nach dem Abitur am Gymnasium Ottweiler studierte er in den Jahren von 1928 bis 1934 Theologie an den Universitäten in Tübingen, Marburg, Berlin und Bonn und legte seine erste Theologische Prüfung am 14. März 1934 in Koblenz ab. Nach einem zweijährigen Vikariat folgte am 10. Oktober 1936 die zweite Theologische Prüfung in Düsseldorf.
Am 15. November 1936 erhielt er in Elversberg die Ordination und seine erste Pfarrstelle im Januar 1937 in Trarbach. Er blieb – unterbrochen durch den Kriegsdienst von 1940 bis 1945 – in diesem Amt, bis er zum Landespfarrer und Leiter der Inneren Mission im Saarland ernannt wurde. Er hatte maßgeblichen Anteil an deren Aufbau und gründete 1957 den evangelischen Verein für Gefangenenseelsorge. Im Jahr darauf rief er die „Vereinigung für Musik in der Ludwigskirche“ ins Leben. 
1957 wurden die beiden Organisationen Innere Mission und Evangelisches Hilfswerk zum Werk Innere Mission und Hilfswerk vereinigt. 1975 wurde daraus das Diakonische Werk der EKD e. V.
1960 hatte Schommer großen Anteil am Wiederaufbau der kriegszerstörten „Herberge zur Heimat“ in Saarbrücken.
Am 1. Oktober 1967 wurde er zum Direktor des Diakonissen-Mutterhauses in Bad Kreuznach ernannt. Dort setzte er sich verstärkt für die Ausbildung von Diakonen ein. 
In der Sitzung des Hauptausschusses am 20. August 1975 referierte er und sprach das biblische Wort. 
Zum Jahresende 1975 wurde er emeritiert. 
Schommer hatte am 30. September 1937 Anneliese Münch (1915–2003) geheiratet, mit der er die Kinder Anneliese (* 1938) und Traugott (* 1944) hatte. 

## Publikationen
Diakonie an der Saar – Diakonisches Werk an der Saar, Innere Mission und Hilfswerk; 2 Broschüren, Verlag der Diakonie an der Saar, 1975